# 당동중학교
당동중학교(堂洞中學校)는 대한민국 경기도 군포시 당동에 있는 공립 중학교이다.

## 학교 연혁
- 2005년 3월 1일 : 초대 홍영란 교장 취임
- 2005년 3월 1일 : 당동 중학교 개교
- 2005년 3월 2일 : 1학년 231명(남 126명, 여 105명) 입학
- 2008년 2월 12일 : 제1회 졸업
- 2022년 3월 1일 : 제5대 류기창 교장 취임
- 2023년 1월 9일 : 제16회 졸업
- 2023년 3월 2일 : 1학년 309명 입학

## 참고 자료
- 당동중학교 - 한국교육학술정보원 학교알리미